# Bonbon aleewa
Le bonbon aleewa est une pâtisserie légère sous forme de bâtonnets préparée de façon artisanale par les peuls. Également appelés bonbons haoussa, ils sont parfois pimentés.